# Northern Darkness
Northern Darkness är ett svenskbaserat e-sportlag grundat 30 oktober 2002 av Joachim "TorZelan" Sandberg.
Till en början figurerade Northern Darkness endast i Soldier of Fortune 2-sammanhang, men rekryterade senare utomstående ytterst framgångsrika Call of Duty 2-, Wolfenstein: Enemy Territory- samt Counter-Strike: Source-lag till sin organisation. Efter ytterligare en tid återgick de till att enbart fokusera på Soldier of Fortune 2 och lade ner även detta efter att ha tagit andra plats i sin sista EuroCup-medverkan.
Northern Darkness har sedan 2004 varit världsledande i SoF2, med tre på varandra följande EuroCup-vinster som mest framstående meriter följt av en unik mängd övriga framgångar. Även CoD2, ET samt CS:Source-sektionerna låg i världstoppen med andraplatser i EuroCup av samtliga sektioner som mest prominenta resultat.
Ett av de mest framgångsrika CS:Source-lagen (senare känt som Fnatic) förlorade en av sina bästa spelare den 30 juli 2006 då Frank "Vivid" Leenars avled i en trafikolycka. 